# Cuba ai Giochi olimpici
Cuba ha partecipato per la prima volta ai Giochi olimpici nel 1900.
Gli atleti cubani hanno vinto complessivamente 244 medaglie ai Giochi olimpici estivi di cui 86 d'oro, per la maggior parte nel pugilato. Non hanno mai partecipato ai Giochi olimpici invernali.
Il Comitato Olimpico Cubano, creato nel 1926, venne riconosciuto dal CIO nel 1954.

## Medaglieri

### Medaglie alle Olimpiadi estive
| Giochi                 | Oro              | Argento          | Bronzo           | Totale           |
| ---------------------- | ---------------- | ---------------- | ---------------- | ---------------- |
| 1896 Atene             | non partecipante | non partecipante | non partecipante | non partecipante |
| 1900 Parigi            | 1                | 1                | 0                | 2                |
| 1904 St. Louis         | 4                | 2                | 3                | 9                |
| 1908 Londra            | non partecipante | non partecipante | non partecipante | non partecipante |
| 1912 Stoccolma         | non partecipante | non partecipante | non partecipante | non partecipante |
| 1920 Anversa           | non partecipante | non partecipante | non partecipante | non partecipante |
| 1924 Parigi            | 0                | 0                | 0                | 0                |
| 1928 Amsterdam         | 0                | 0                | 0                | 0                |
| 1932 Los Angeles       | non partecipante | non partecipante | non partecipante | non partecipante |
| 1936 Berlino           | non partecipante | non partecipante | non partecipante | non partecipante |
| 1948 Londra            | 0                | 1                | 0                | 1                |
| 1952 Helsinki          | 0                | 0                | 0                | 0                |
| 1956 Melbourne         | 0                | 0                | 0                | 0                |
| 1960 Roma              | 0                | 0                | 0                | 0                |
| 1964 Tokyo             | 0                | 1                | 0                | 1                |
| 1968 Città del Messico | 0                | 4                | 0                | 4                |
| 1972 Monaco            | 3                | 1                | 4                | 8                |
| 1976 Montreal          | 6                | 4                | 3                | 13               |
| 1980 Mosca             | 8                | 7                | 5                | 20               |
| 1984 Los Angeles       | non partecipante | non partecipante | non partecipante | non partecipante |
| 1988 Seoul             | non partecipante | non partecipante | non partecipante | non partecipante |
| 1992 Barcellona        | 14               | 6                | 11               | 31               |
| 1996 Atlanta           | 9                | 8                | 8                | 25               |
| 2000 Sydney            | 11               | 11               | 7                | 29               |
| 2004 Atene             | 9                | 7                | 11               | 27               |
| 2008 Pechino           | 2                | 11               | 11               | 24               |
| 2012 Londra            | 5                | 3                | 7                | 15               |
| 2016 Rio de Janeiro    | 5                | 2                | 4                | 11               |
| 2020 Tokyo             | 7                | 3                | 5                | 15               |
| 2024 Parigi            | 2                | 1                | 6                | 9                |
| Totale                 | 86               | 70               | 88               | 244              |

### Medaglie per disciplina

#### Olimpiadi estive
| Sport             | Oro | Argento | Bronzo | Totale |
| ----------------- | --- | ------- | ------ | ------ |
| Pugilato          | 42  | 19      | 19     | 80     |
| Atletica leggera  | 11  | 14      | 20     | 45     |
| Lotta             | 12  | 7       | 13     | 32     |
| Judo              | 6   | 15      | 16     | 37     |
| Scherma           | 4   | 3       | 3      | 10     |
| Baseball          | 3   | 2       | 0      | 5      |
| Pallavolo         | 3   | 0       | 2      | 5      |
| Sollevamento pesi | 2   | 1       | 5      | 8      |
| Taekwondo         | 1   | 2       | 4      | 7      |
| Tiro a segno      | 1   | 1       | 3      | 5      |
| Canoa/Kayak       | 1   | 3       | 1      | 5      |
| Nuoto             | 0   | 1       | 1      | 2      |
| Ciclismo          | 0   | 1       | 0      | 1      |
| Vela              | 0   | 1       | 0      | 1      |
| Pallacanestro     | 0   | 0       | 1      | 1      |
| Totale            | 86  | 70      | 88     | 244    |